# Circuit d'Europe
O Circuit d'Europe foi uma corrida aérea ocorrida em 1911 dividida em trechos. Um prêmio de £ 8.000 foi oferecido pelo Le Journal para todo o circuito, com prêmios adicionais para cada etapa. O circuito completo totalizava 1.600 km, sendo:
1. Paris-Liège:  325 km. Controle em Reims. Prêmio £1600.
2. Liège-Spa-Liège:  60 km. Controle em Belle Fagne, perto de Malchamp. Prêmio £400.
3. Liège-Utrecht: 208 km.  Controle em Verloo. Prêmio £1,200, e um prêmio de £400 para o primeiro piloto holandês a 3. terminar a etapa.
4. Utrecht-Brussels: Controle em Breda. Prêmios de £1,600 (£1,000 para a etapa Paris-Bruchelas, e £600 para a etapa Utrecht-Bruchelas).
5. Brussels-Roubaix 80 km. Prêmio £600
6. Roubaix-Calais: Prêmio £400
7. Calais-Londres (aeroporto de Hendon): Controles em Dover e Shoreham. Prêmios: £2,500 para o percurso padrão e £400 oferecido por Shoreham para a etapa do dia.
8. London-Calais: Prêmio £400.
9. Calais-Paris: Prêmio £800 além das £8.000 do circuito completo.